# Фріберн (Кентуккі)
Фріберн (англ. Freeburn) — переписна місцевість (CDP) в США, в окрузі Пайк штату Кентуккі. Населення — 296 осіб (2020).

## Географія
Фріберн розташований за координатами 37°33′43″ пн. ш. 82°9′5″ зх. д. / 37.56194° пн. ш. 82.15139° зх. д. (37.561957, -82.151368).  За даними Бюро перепису населення США в 2010 році переписна місцевість мала площу 3,13 км², уся площа — суходіл.

## Демографія
Згідно з переписом 2010 року, у переписній місцевості мешкало 399 осіб у 162 домогосподарствах у складі 116 родин. Густота населення становила 127 осіб/км².  Було 185 помешкань (59/км²).
Расовий склад населення:
| - 100,0 % — білих |

До двох чи більше рас належало 0,0 %. Частка іспаномовних становила 0,3 % від усіх жителів.
За віковим діапазоном населення розподілялося таким чином: 25,1 % — особи молодші 18 років, 64,9 % — особи у віці 18—64 років, 10,0 % — особи у віці 65 років та старші. Медіана віку мешканця становила 37,5 року. На 100 осіб жіночої статі у переписній місцевості припадало 87,3 чоловіків;  на 100 жінок у віці від 18 років та старших — 82,3 чоловіків також старших 18 років.
Цивільне працевлаштоване населення становило 144 особи. Основні галузі зайнятості: освіта, охорона здоров'я та соціальна допомога — 46,5 %, мистецтво, розваги та відпочинок — 39,6 %, роздрібна торгівля — 13,9 %.